# Barbara McClintock
Barbara McClintock (Hartford, Estados Unidos, 16 de junio de 1902 - Huntington, Estados Unidos, 3 de septiembre de 1992) fue una científica estadounidense especializada en citogenética que obtuvo el premio Nobel de Medicina o Fisiología en 1983.
McClintock se doctoró en Botánica en 1927 por la Universidad Cornell, donde posteriormente lideró el grupo de citogenética del maíz, su campo de interés a lo largo de toda su carrera. A finales de la década de 1920, estudió los cambios que acontecen en los cromosomas durante la reproducción del maíz, poniendo de manifiesto mediante métodos de microscopía desarrollados en su laboratorio procesos tan fundamentales como la recombinación genética que se produce durante la meiosis. Iniciadora de la cartografía genética en maíz, describió el primer mapa de ligamiento de este genoma y puso de relieve el papel de los telómeros y centrómeros. Debido al gran nivel de su trabajo científico, fue galardonada en varias ocasiones, entrando a formar parte de la Academia Nacional de Ciencias de Estados Unidos en 1944.
En los años cuarenta y cincuenta, McClintock descubrió el proceso de transposición de elementos del genoma y lo empleó para explicar cómo los genes determinan ciertas características físicas. Desarrolló hipótesis sobre la regulación de la expresión génica y la transmisión de los caracteres de los parentales a la progenie de plantas de maíz. Estas investigaciones fueron observadas con escepticismo por parte de sus colegas, lo que provocó que dejara de publicar sus datos en 1953. Tras esto se dedicó al estudio de la citogenética y etnobotánica de las razas sudamericanas de maíz. Durante las décadas de los sesenta y setenta, otros científicos publicaron los mecanismos de regulación de la expresión génica que ella había descrito y postulado más de veinte años antes.
Como galardón a sus descubrimientos en el campo de la transposición genética le fue adjudicado en solitario el premio Nobel. Fue la primera mujer en ganar el Premio Nobel de Medicina y la única que ha recibido dicho reconocimiento en solitario. 

## Biografía

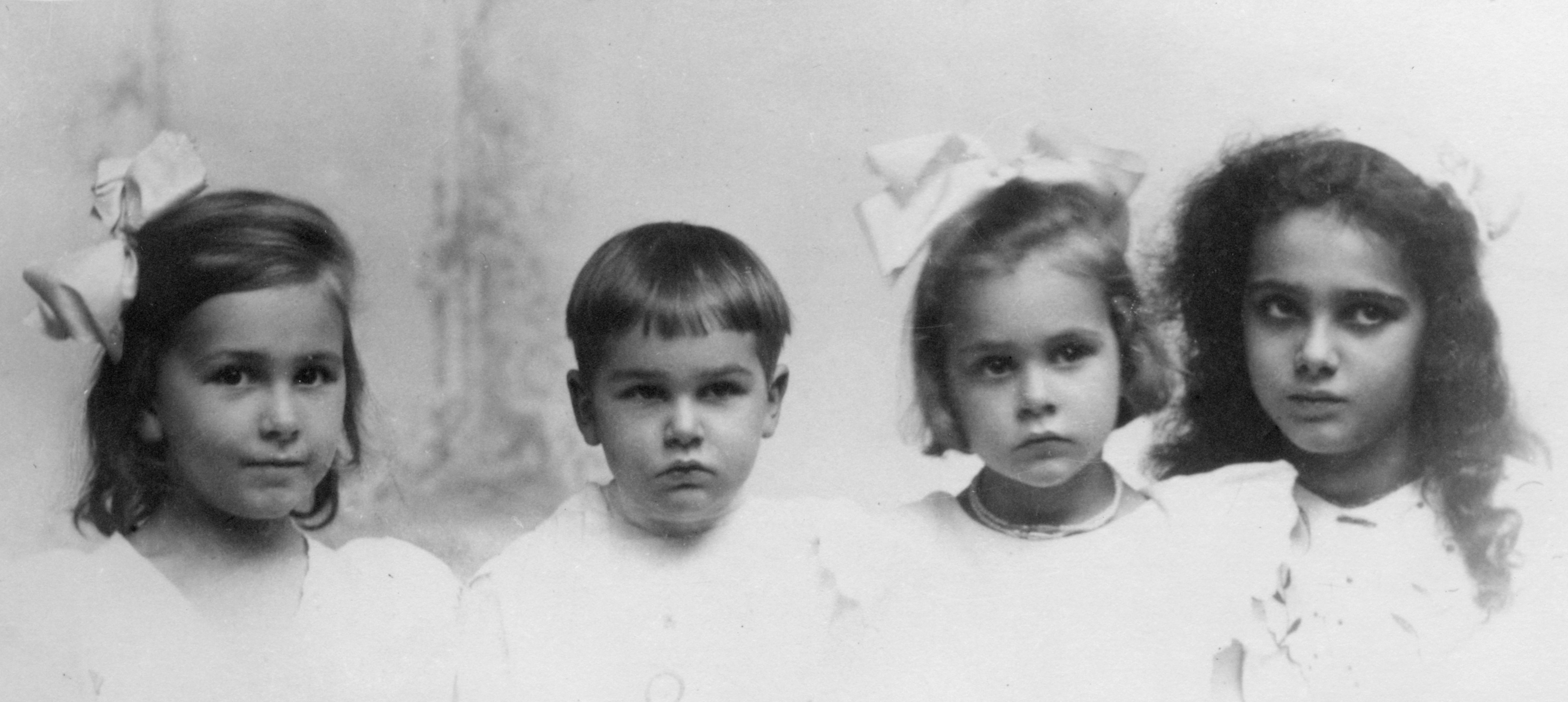
Familia McClintock 1907

Barbara McClintock nació en Hartford, Connecticut. Aunque inicialmente fue inscrita como Eleanor, se modificó el registro a los cuatro meses de edad efectuando el cambio de nombre por el que fue conocida, Barbara. Fue la tercera hija del médico Thomas Henry McClintock y de Sara Handy McClintock. Mostró una gran independencia desde temprana edad, que ella describiría como su «capacidad de estar sola». Desde que tenía tres años y hasta que comenzó a asistir al colegio, McClintock vivió con sus tíos en Brooklyn, Nueva York, a fin de ayudar económicamente a su familia mientras el padre establecía su consultorio. Ha sido descrita como una niña independiente y solitaria. Mostraba mayor cercanía a su padre que a su madre; en su edad adulta destacó que ambos la habían apoyado mucho, pero que las relaciones con su madre habían sido frías.
Completó su educación secundaria en el Erasmus Hall High School de Brooklyn. Puesto que ya mostraba interés por la Ciencia, decidió continuar sus estudios en la Universidad Cornell. Su madre, sin embargo, se oponía a que sus hijas recibieran una educación superior, ya que opinaba que esto perjudicaba sus opciones de contraer matrimonio. Además, la familia continuaba con problemas económicos. No obstante, McClintock gozaba de exención de pago de matrícula en la Escuela de Agricultura Cornell, y tras terminar la educación secundaria, compaginó un trabajo en una oficina de empleo con la formación autodidacta derivada del uso de la biblioteca pública. Finalmente, debido a la intervención de su padre, comenzó a asistir a Cornell en 1919. Allí su éxito no solo sería académico sino también social, siendo elegida presidenta de una asociación estudiantil en su primer curso.

## Formación e investigación en Cornell

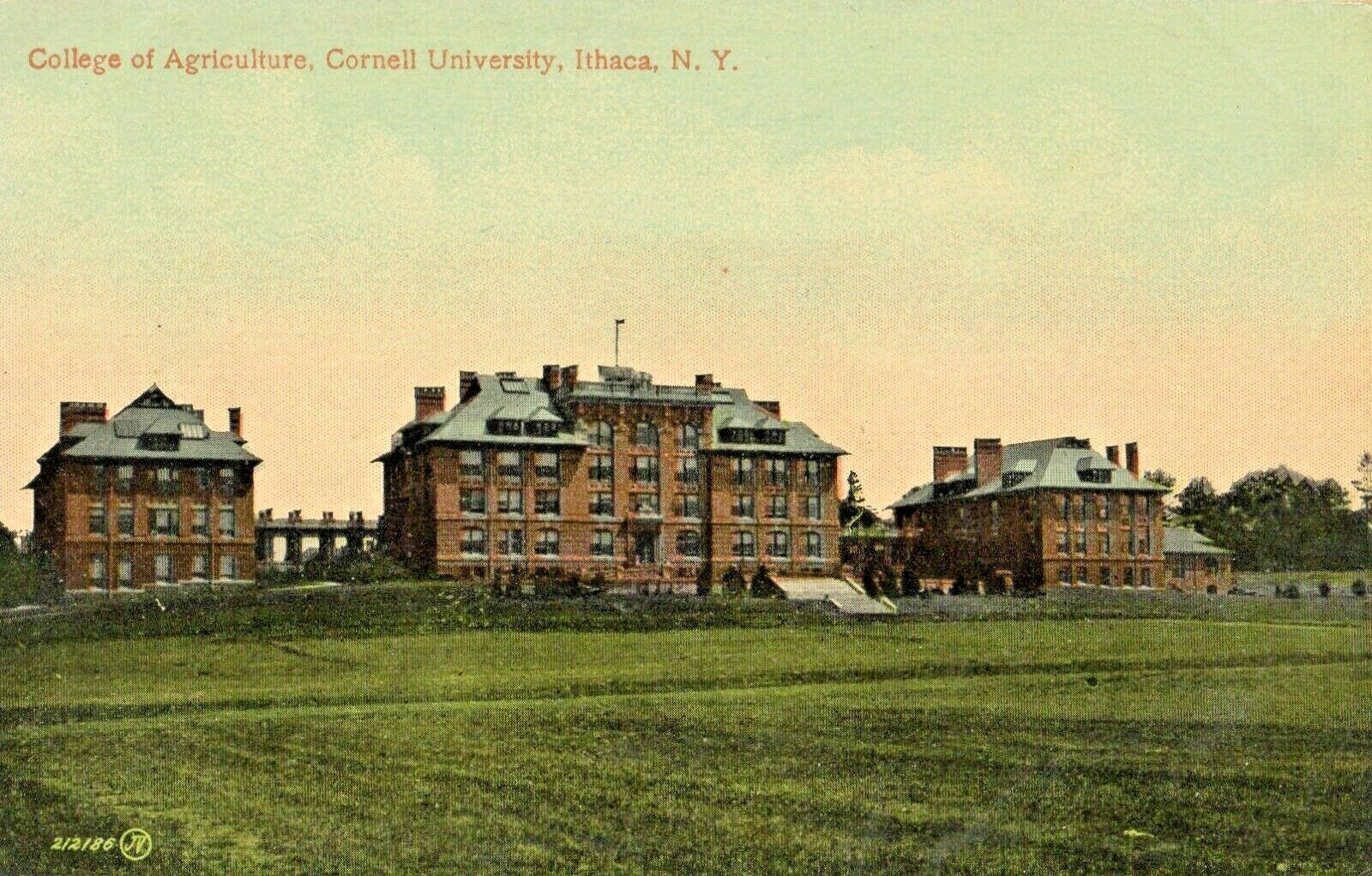
Stone Hall, Roberts Hall y East Roberts Hall fueron los primeros edificios de la Facultad de Agricultura del Estado de Nueva York

McClintock comenzó a estudiar en la Escuela de Agricultura Cornell en 1919. Estudió Botánica, obteniendo un título de Bachelor of Science (BSc) en 1923. Su interés por la Genética despertó en 1921 durante el primer curso de esa materia; este, dirigido por el mejorador vegetal y genetista C. B. Hutchison, era parecido al ofrecido en la Universidad de Harvard. Debido al excepcional interés mostrado por McClintock, Hutchinson la invitó a participar en el curso de Genética para graduados en 1922. En palabras de McClintock, esa invitación marcó un antes y un después tras el cual nunca se alejaría de la Genética. Aunque se ha dicho que las mujeres no obtenían títulos en esta disciplina en Cornell (de hecho ella obtuvo su MA o posgrado y PhD o doctorado en Botánica en los años 1925 y 1927, respectivamente), otras estudiantes femeninas coetáneas de McClintock se graduaron en Mejora Vegetal en aquella época.
Tanto en sus estudios de grado como en su trabajo de profesora de botánica posgraduada, McClintock trabajó en el nuevo campo de la citogenética del maíz. Su grupo era una mezcla de mejoradores vegetales y citólogos, y estaba constituido por Charles R. Burnham, Marcus Rhoades, George Wells Beadle (premio Nobel en 1958 por su trabajo sobre los genes que controlan el metabolismo) y Harriet Creighton. Rollins Adams Emerson, el jefe del departamento, apoyó su trabajo, si bien no era citólogo.
Como principal objetivo de su trabajo, McClintock desarrolló técnicas para visualizar y caracterizar cromosomas de maíz. Este trabajo influenció a toda una generación de estudiantes, y se incluyó en la mayoría de los libros de texto. Produjo una técnica basada en la tinción con carmín para la mencionada visualización de cromosomas mediante microscopía óptica, mostrando por primera vez la morfología de los diez cromosomas del maíz. Estudiando dicha morfología, fue capaz de relacionar caracteres que se heredaban conjuntamente con segmentos cromosómicos (análisis del ligamiento). Marcus Rhoades indicó que el artículo de McClintock de 1929 en la revista científica Genetics, que versaba sobre la triploidía de los cromosomas de maíz, contenía 10 de los 17 avances científicos de mayor importancia realizados en Cornell durante los años 1929-1935.
En 1930 fue la primera persona en describir los entrecruzamientos que se producen entre cromosomas homólogos durante la meiosis. Junto con su estudiante predoctoral, Harriet Creighton, probó en 1931 que existe una relación entre este entrecruzamiento cromosómico meiótico y la recombinación de caracteres heredables. Observaron que la recombinación de cromosomas y el fenotipo resultante daban lugar a la herencia de un nuevo carácter. Antes de este descubrimiento, se postulaba que la recombinación genética podría ocurrir durante la meiosis. En 1931 McClintock publicó el orden de tres genes del cromosoma 9 de maíz mediante la cartografía genética resultante del entendimiento del mecanismo del ligamiento y entrecruzamiento. Este estudio permitió la publicación de Creighton sobre este tema. En 1933, realizó un estudio citogenético del centrómero, mostrando su organización y función.
Debido a su extraordinaria producción científica y al apoyo de sus colegas, McClintock obtuvo varios galardones y becas postdoctorales del United States National Research Council (el equivalente en ingenierías a la Academia Nacional de Ciencias de Estados Unidos). Esto condujo a la continuación de sus estudios en Cornell, en la Universidad de Misuri y en el Instituto de Tecnología de California, en el cual trabajó con E. G. Anderson. Durante los veranos de 1931 y 1932, trabajó en Misuri con el genetista Lewis Stadler, que le aportó el uso de rayos X como agente mutágeno. Empleando así líneas de maíz mutagenizadas, identificó los cromosomas en anillo, que son estructuras de ADN circulares generadas por la fusión de los extremos de un único cromosoma irradiado. Analizando este resultado, McClintock hipotetizó que debía existir una estructura en los extremos de los cromosomas que los estabilizaran. Más aún, mostró que estos cromosomas circulares causaban una pauta variegada en las hojas de maíz, debido a la eliminación del cromosoma en sucesivas generaciones. Durante este periodo, demostró además la existencia del organizador nucleolar en una región del cromosoma 6 de maíz, que es esencial para el ensamblaje del nucléolo.
McClintock recibió una beca de la Fundación Guggenheim que sufragó seis meses de aprendizaje en Alemania durante 1933 y 1934. Su plan era trabajar con Curt Stern, investigador que demostró el entrecruzamiento en Drosophila semanas después de que ella y Creighton hicieran lo propio en maíz; no obstante, Stern emigró a Estados Unidos justo entonces. Por ello, su laboratorio aceptor resultó ser Richard B. Goldschmidt. Debido a la tensión política de la Alemania de entonces, acortó la duración de la estancia y regresó a Cornell, donde permaneció hasta 1936, cuando obtuvo la plaza de profesor asistente en el Departamento de Botánica de la Universidad de Misuri-Columbia.

## Universidad de Misuri
Durante su fase como investigadora en Misuri, McClintock continuó con la línea de la mutagénesis mediante rayos X. Observó que los cromosomas se rompían y fusionaban en estas condiciones, pero que también lo hacían espontáneamente en células del endosperma. Durante la mitosis, describió cómo los extremos de las cromátidas rotas se unían después de la replicación del ADN. Concretamente, durante la anafase los cromosomas rotos formaban un puente cromatídico, que a su vez desaparecía cuando las cromátidas se movían hacia los polos celulares. Estas rupturas desaparecían (esto es, dando lugar a uniones), durante la interfase de la siguiente mitosis, repitiéndose el ciclo y causando mutaciones masivas, lo que conducía a la aparición de endospermo variegado. Este ciclo de ruptura, fusión y formación de puentes cromosómicos se consideró un descubrimiento crucial: en primer lugar, porque mostró que la unión de cromosomas no era un proceso aleatorio; y en segundo lugar, porque detectó un mecanismo para la producción de mutaciones a gran escala. Por esta razón, este mecanismo es objeto de intenso estudio en la investigación del cáncer.
Aunque su investigación estaba progresando en Misuri, McClintock no estaba satisfecha con su puesto. Por ejemplo, se veía excluida de las reuniones de la facultad, y no se le avisaba de vacantes en otras instituciones. En 1936, apareció un anuncio de compromiso de una mujer homónima en los periódicos. Confundiendo a esta mujer con ella, el jefe del su departamento amenazó con despedirla si se casaba (por aquel entonces McClintock era ya vicepresidenta de la Sociedad de Genética de Estados Unidos). En 1940 escribió a Charles Burnham diciéndole que «he decidido que debo buscar otro trabajo. No hay nada para mí aquí. Soy una profesora asociada que cobra 3.000 dólares y estoy segura de que éste es mi límite en este lugar». En principio, su puesto de trabajo se creó especialmente para ella, y debido a que Stadler fue su impulsor, dependía de su presencia. McClintock pensaba que nunca obtendría la titularidad en Misuri, si bien podría haber recibido una oferta en la primavera de 1942. Recientemente se han encontrado evidencias de que si McClintock abandonó Misuri fue debido a que perdió la confianza en su coordinador y en la administración de la Universidad. En 1941 recibió una invitación del director del Departamento de Genética del Laboratorio Cold Spring Harbor para pasar el verano allí. Aceptó dicha invitación como una forma de buscar un puesto de trabajo en un lugar distinto a Misuri. También aceptó el puesto de profesor visitante en la Universidad de Columbia, donde su colega procedente de Cornell Marcus Rhoades era profesor. Este le ofreció compartir su línea de investigación en el Cold Spring Harbor de Long Island. En diciembre de 1941, Milislav Demerec, nuevo director, le ofreció un puesto de investigadora en el Laboratorio Cold Spring Harbor perteneciente al Departamento de Genética de la Institución Carnegie de Washington, que aceptó.

## Cold Spring Harbor
Tras trabajar un año a tiempo parcial, McClintock aceptó un puesto de investigadora a tiempo completo en el laboratorio de Cold Spring Harbor. En él continuó su trabajo sobre el ciclo de «ruptura-fusión-puente», siendo extraordinariamente productiva en publicaciones científicas. Debido a dicha productividad, en 1944 fue reconocida como académica en la Academia Nacional de Ciencias de Estados Unidos, siendo así la tercera mujer en ser elegida. Un año después sería nombrada presidente de la Genetics Society of America, cargo desempeñado anteriormente por varones. Por sugerencia de George Beadle, en 1944 realizó un análisis citogenético en el hongo Neurospora crassa; en este hongo Beadle había demostrado la relación gen-enzima por vez primera. Dicho estudio se realizó en la Universidad Stanford, y en él McClintock determinó el cariotipo del hongo así como su ciclo vital. Desde entonces, N. crassa es un organismo modelo en estudios genéticos.

### Descubrimiento de elementos reguladores
McClintock empleó el verano de 1944 en el laboratorio de Cold Spring Harbor en dilucidar el mecanismo subyacente al fenómeno del mosaico genético, generador de pautas de color en semillas de maíz, y su herencia genética. Así, describió dos loci que denominó Dissociator (Ds) y Activator (Ac). Ds no solo estaba relacionado con la ruptura cromosómica, sino que afectaba a la actividad de genes cercanos cuando Ac estaba también presente. En 1948, descubrió que ambos loci eran elementos transponibles que podían, por tanto, cambiar su posición en el cromosoma.
Estudió los efectos de la transposición de Ac y Ds analizando las pautas de coloración en los núcleos del maíz a lo largo de generaciones, interviniendo en los cruzamientos, y describió la relación entre los dos loci mediante análisis de microscopía. Su conclusión fue que Ac controlaba la transposición de Ds del cromosoma 9, y que dicho movimiento era causa de la ruptura del cromosoma. Cuando Ds se mueve, el gen que determina el color de la aleurona se expresa puesto que pierde el efecto represor de Ds, lo que conduce a la aparición de color. Dicha transposición es aleatoria, lo que significa que afecta a unas células sí y a otras no; esto provoca la aparición de un mosaico en la infrutescencia. McClintock también determinó que la transposición de Ds está determinada por el número de copias de Ac.

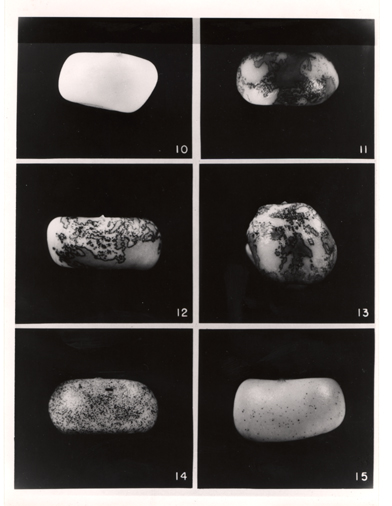
La relación de Ac/Ds en el control de los elementos y mosaico de color del maíz. La semilla en 10 es incolora, donde Ac no está presente y Ds inhibe la síntesis de los pigmentos coloreados denominados antocianinas. Del 11 al 13, las semillas poseen una copia de Ac. Ds puede inhibir parcialmente la producción de los pigmentos, lo que provoca la aparición de una pauta en mosaico. En el núcleo del panel 14 hay dos elementos Ac y en 15, tres.

Entre los años 1948 y 1959, desarrolló una hipótesis que explicaba cómo los elementos transponibles regulan la acción de los genes inhibiendo o modulándolos. De este modo, definió a Ds y Ac como unidades de control, o elementos reguladores, para separarlos claramente de los genes. Así, hipotetizó que la regulación génica puede explicar cómo los organismos multicelulares pueden diversificar las características de cada célula, aun cuando su genoma sea idéntico. Esta aproximación, tan novedosa, cambió el concepto del genoma, que hasta entonces era interpretado como un conjunto de instrucciones estático que pasaba a través de las generaciones. En 1950 publicó el trabajo de Ac/Ds y la regulación génica en la revista Proceedings of the National Academy of Sciences con el título «The origin and behavior of mutable loci in maize» ("El origen y comportamiento de loci mutables en maíz"). Al año siguiente, durante el simposio anual del laboratorio Cold Spring Harbor, dio una charla sobre el tema con el título «Chromosome organization and genic expression» ("Organización de los cromosomas y expresión génica").
Su trabajo sobre la regulación génica y los elementos de control era conceptualmente complejo y novedoso, por lo que sus contemporáneos mostraron cierto recelo a sus descubrimientos; ella misma describió esa respuesta como de «perplejidad e incluso hostilidad». De cualquier manera, McClintock continuó con la línea de investigación. A partir de 1950, realizó multitud de ponencias sobre sus resultados, que publicó en 1953 en la revista Genetics. Más adelante, identificó un nuevo elemento regulador denominado «Suppressor-mutator» (Spm), que, si bien era parecido a Ac/Ds, tenía un funcionamiento más complejo. No obstante, la reacción de la comunidad científica y la percepción de McClintock de estar alienándose de la corriente científica principal de sus contemporáneos hizo que decidiera dejar de publicar sus resultados sobre este tema.

### Orígenes del maíz

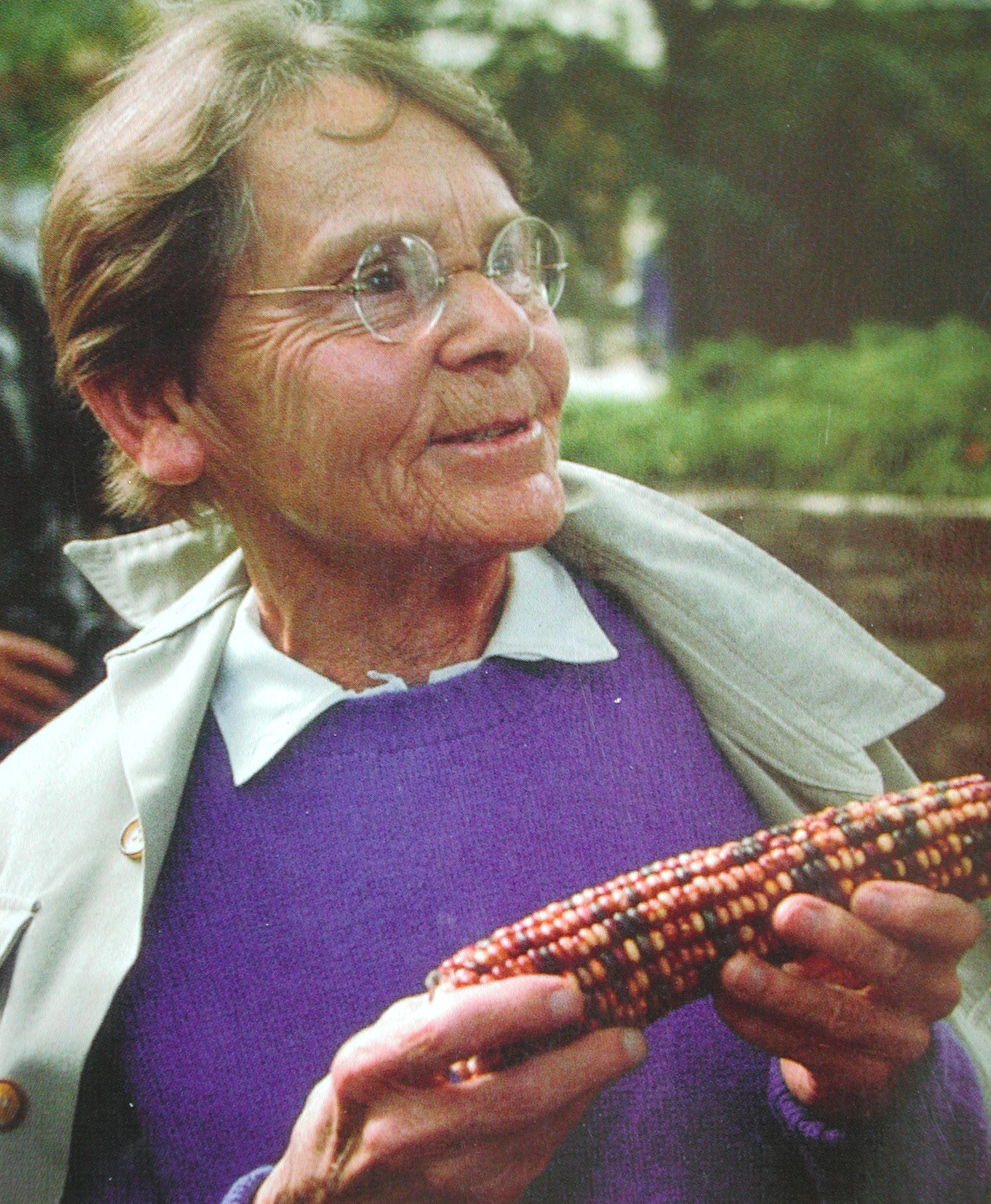
Barbara McClintock con uno de sus resultados.

En 1957, McClintock obtuvo financiación procedente de la National Science Foundation y de la Fundación Rockefeller para estudiar el maíz de Sudamérica, una región que cuenta con una rica diversidad de especies y que por lo tanto le permitiría estudiar su evolución biológica. Para este fin empleó varias razas, de las que describió características evolutivas, cromosómicas y morfológicas. Desde 1962, supervisó el trabajo de cuatro científicos que trabajaban con variedades sudamericanas en la Universidad de North Carolina State en Raleigh. Dos de estos becarios, Almiro Blumenschein y T. Angel Kato, mantuvieron la línea de investigación en Sudamérica hasta los años 1970. En 1981 (tras veinte años de trabajo), Blumcschein, Kato y McClintock publicaron «Chromosome constitution of races of maize» ("Composición cromosómica de las razas del maíz"), que se considera un hito en los estudios de etnobotánica, paleobotánica y botánica evolutiva.

### Redescubrimiento de los elementos reguladores
McClintock se jubiló oficialmente de su puesto en la Carnegie Institution en 1967, siendo nombrada miembro distinguido de esta entidad. Esta distinción le permitió continuar trabajando como científico emérito en el Laboratorio Cold Spring Harbor con sus colegas y estudiantes graduados; de hecho, permaneció afiliada al laboratorio hasta su muerte. Respecto de su decisión de no continuar con la publicación de sus hallazgos sobre los elementos reguladores, escribió en 1973 que:

A lo largo de los años he descubierto que es difícil, si no imposible, hacer que otra persona sea consciente de sus suposiciones tácitas si, a través de mis experiencias, yo lo he sido. Esto se hizo dolorosamente evidente en la década de los 1950 cuando intenté convencer a mis colegas de que la acción de los genes tenía que estar y estaba controlada. Hoy día es igualmente doloroso reconocer la inmovilidad de las suposiciones que otras personas mantenían respecto de los elementos reguladores en el maíz y su modo de acción. Uno debe esperar al momento idóneo para un cambio conceptual.
Barbara McClintock, 1973

La importancia del trabajo de McClintock solo se valoró en su plenitud cuando en la década de los sesenta los genetistas franceses François Jacob y Jacques Monod llegaron a conclusiones semejantes trabajando con el operón lac. Tras la publicación en 1961 por parte de éstos del artículo «Genetic regulatory mechanisms in the synthesis of proteins» ("Mecanismos genéticos reguladores de la síntesis de proteínas") en la revista Journal of Molecular Biology, McClintock escribió un artículo en American Naturalist comparando el funcionamiento del operón lac con el sistema Ac/Ds del maíz. De hecho, los libros de texto de Genética no reconocen aún sus contribuciones sobre la regulación genética.
McClintock fue ampliamente reconocida por su descubrimiento de la transposición cuando este proceso fue descrito por otros autores en bacterias y levaduras a finales de los sesenta y principios de los setenta. En esta época, las herramientas de biología molecular permitían dilucidar la base molecular del proceso. En los años 1970, se clonó Ac y Ds, mostrándose que eran transposones de clase II. Ac es un transposón completo, que codifica en su secuencia una transposasa funcional, lo que permite el movimiento del elemento a través del genoma. Ds, en cambio, codifica una versión mutada de la transposasa, no funcional, por lo que requiere de la presencia de Ac para poder saltar en el genoma; esto encaja con la descripción funcional de McClintock. Spm también es un transposón. Estudios posteriores demostraron que estas secuencias no se mueven si las células no están sufriendo un estrés, como la ruptura por irradiación u otros; por esta razón, su activación podría proporcionar una fuente evolutiva de variabilidad. McClintock entendió su papel como agentes evolutivos antes de que otros científicos lo sospecharan. Hoy día, el sistema Ac/Ds se emplea como herramienta de mutagénesis en plantas para caracterizar genes de función desconocida incluso en especies distintas al maíz.

## Reconocimiento y distinciones

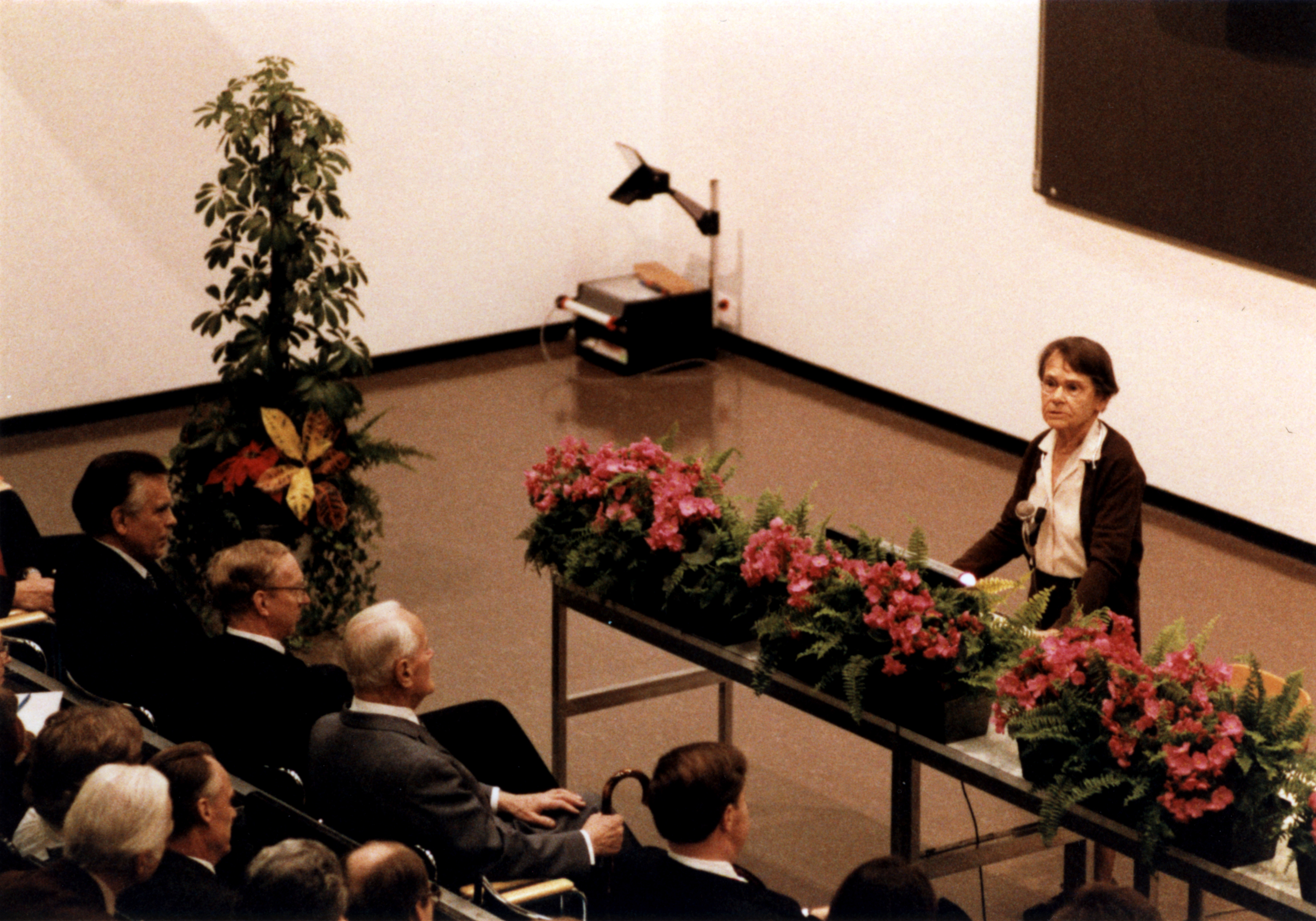
McClintock el 8 de diciembre de 1983, dando una charla incluida en las conferencias Nobel.

McClintock fue premiada en 1971 con la National Medal of Science por Richard Nixon. Cold Spring Harbor también bautizó con su nombre un edificio en 1973. En 1981, fue la primera becaria de la Fundación John D. y Catherine T. MacArthur, beca que informalmente se conoce como la «de los genios»; este mismo año fue premiada con el premio Albert Lasker por Investigación Médica Básica, el premio Wolf en Medicina y galardonada con la medalla Thomas Hunt Morgan que concede la Genetics Society of America. En 1982, la Universidad de Columbia le concedió el premio Louisa Gross Horwitz por su trabajo en la «evolución de la información genética y la regulación en su expresión». En 1983, recibió el premio Nobel de Medicina o Fisiología debido a su trabajo sobre los elementos transponibles, treinta años después de que lo llevara a cabo.
Académicamente recibió catorce doctorados honoris causa en Ciencia, así como uno en Humanidades. En 1986, fue incluida en la National Women's Hall of Fame. Durante sus últimos años de vida y especialmente tras la publicación de su biografía (escrita en 1983 por Evelyn Fox Keller), McClintock tuvo una repercusión mayor en la vida pública. De este modo, era una conferenciante habitual en la comunidad de Cold Spring Harbor, en la que su público solía estar compuesto por jóvenes científicos. En 1987, se publicó una antología de sus 43 trabajos más relevantes denominado «The discovery and characterization of transposable elements: the collected papers of Barbara McClintock» ("El descubrimiento y caracterización de los elementos transponibles: recopilación de artículos de Barbara McClintock").
La relevancia del trabajo académico de McClintock puede aproximarse evaluando el número de publicaciones de otros autores que han empleado alguno de sus artículos como referencia; en 2010, estas citas eran de 1450, con un promedio de 131 por artículo. No obstante, McClintock siempre fue sensible al panorama científico que la rodeaba; al percibir que sus estudios sobre la regulación de la expresión génica eran demasiado innovadores para la corriente científica principal de la época, decidió posponer la publicación de resultados. No obstante, esta ausencia de publicación en revistas profesionales fue compatible con la difusión de sus resultados al entorno de colegas no escépticos. Su filosofía de trabajo se ve reflejada en la opinión que vertió en 1983 (el año de concesión del Nobel):

A lo largo de los años he disfrutado realmente de no estar obligada a defender mis interpretaciones. Simplemente pude trabajar con el máximo placer. Nunca me sentí con la necesidad, ni con el deseo, de defender mis puntos de vista. Si algo resultaba ser incorrecto, simplemente olvidaba que hubiera compartido esa perspectiva. No importaba.
Barbara McClintock, 1983.

McClintock falleció por causas naturales el 2 de septiembre de 1992 en el Hospital de Huntington, cercano al Laboratorio Cold Spring Harbor, a los noventa años de edad; no dejó descendencia.

## Últimos años
McClintock pasó sus últimos años, después de ganar el Premio Nobel, como la investigadora líder en el laboratorio de Cold Spring Harbor, en Long Island, Nueva York. Además, continuó dando conferencias sobre genética en diferentes lugares de Estados Unidos. Murió por causas naturales en Huntington, Nueva York, el 2 de septiembre de 1992, con 90 años. Nunca se casó ni tuvo hijos.

## Legado

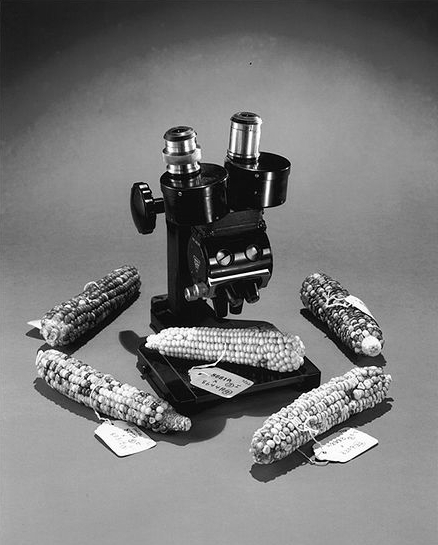
Un microscopio de McClintock y mazorcas de maíz, tal y como se exhiben en el Museo Nacional de Historia Natural de la Institución Smithsoniana.

Tras su muerte, McClintock despertó el interés del historiador científico Nathaniel C. Comfort, que redactó una biografía denominada «The tangled field : Barbara McClintock's search for the patterns of genetic control» ("El campo enmarañado: la búsqueda de pautas de control genético de Barbara McClintock"). En esta biografía, Comfort presenta una visión que difiere de la biografía de Keller. Donde Keller indicaba que McClintock había sido ninguneada durante mucho tiempo por ser mujer, Keller sostiene que fue reconocida por sus compañeros incluso en los primeros años de su carrera científica. A pesar de esta desmitificación de la posible discriminación, numerosos trabajos posteriores han empleado su figura en la difusión de la figura de la mujer científica; por ejemplo, en libros infantiles como «Barbara McClintock: sola en su campo» de Deborah Heiligman, «Barbara McClintock, genetista Premio Nobel» de Edith Hope Fine o «Barbara McClintock» de Mary Kittredege. En 2006 se publicó una biografía dirigida a jóvenes que ofrece un análisis actualizado.
El 4 de mayo de 2005, el Servicio Postal de los Estados Unidos imprimió una serie de sellos postales conmemorativos dentro de «científicos estadounidenses»; en ellos, aparecían McClintock, John von Neumann, Josiah Willard Gibbs, y Richard Feynman. En 1989, Suiza hizo lo propio con los ocho genetistas ganadores del Premio Nobel. Un pequeño edificio de la Universidad Cornell, así como un laboratorio del Cold Spring Harbor Laboratory ostentan su nombre. También así una calle del parque científico de Berlín.

## Publicaciones clave

Barbara McClintock en 1978, junto a George P. Redei durante el simposio Stadler Genetics de la Universidad de Misuri-Columbia.

- McClintock, Barbara (1929) «A cytological and genetical study of triploid maize». Genetics 14:180–222.

En él, McClintock describe un individuo triploide surgido de un cultivo diploide. Para ello, describe los sucesos meióticos de los microsporocitos del ejemplar, realizando un cariotipo y observando la tendencia de agrupación cromosómica durante los eventos que conducen al reparto de copias en los gametos. Realiza un cruzamiento recíproco con maíz diploide (el convencional). Observa, desde la perspectiva agronómica, que la variante triploide posee un menor tamaño y vigor.
- Creighton, Harriet B., and McClintock, Barbara (1931) «A Correlation of Cytological and Genetical Crossing-Over in Zea mays». Proceedings of the National Academy of Sciences 17:492–497.

El trabajo describe mediante técnicas de citogenética los eventos de entrecruzamiento entre cromosomas heteromórficos. Además, efectúa un seguimiento de la transmisión de las variantes a la progenie, estableciendo las frecuencias de aparición de las distintas combinaciones de cromosomas recombinados y sin recombinar. Demuestra que existe un intercambio de genes entre cromosomas que es transmisible a la descendencia.
- McClintock, Barbara (1931) «The order of the genes C, Sh, and Wx in Zea Mays with reference to a cytologically known point in the chromosome». Proceedings of the National Academy of Sciences 17:485–91.

En este artículo se emplean ejemplares de maíz con fenotipos fácilmente clasificables (por ejemplo, con un determinado color de la aleurona en los granos o poseedores de un almidón de composición ligeramente distinta) a fin de realizar un análisis genético del orden de sus genes; esto es, supone una aproximación de cartografía genética basada en el análisis del ligamiento. Por lo tanto, realiza una asociación entre la situación física de los genes en el genoma y las características de los individuos.
- McClintock, Barbara (1941) «The stability of broken ends of chromosomes in Zea Mays». Genetics 26:234–82.

McClintock describe el fenómeno de «ruptura-fusión-puente» que se da en algunos cromosomas cuando el ejemplar de maíz es sometido a estrés. Basándose en la caracterización citogenética de los cromosomas en distintas fases de la división celular, describe el proceso y su consecuencia, la aparición de mutaciones masivas. Fuera de la perspectiva puramente molecular, relaciona esta fuente de variabilidad (la procedente de la mutación del acervo genético) con la aparición de un endosperma variegado.
- McClintock, Barbara (1945) «Neurospora: preliminary observations of the chromosomes of Neurospora crassa». American Journal of Botany. 32:671–78.

Durante las diez semanas de estancia en los laboratorios de Standford, McClintock estudió las características nucleares de algunas cepas, tanto silvestres como mutantes, del ascomiceto filamentoso Neurospora crassa. En este artículo, describe las características de la meiosis y mitosis en el hongo, resaltando los aspectos novedosos respecto de los organismos estudiados previamente.
- McClintock, Barbara (1950) «The origin and behavior of mutable loci in maize». Proceedings of the National Academy of Sciences. 36:344–55.

En 1950 ya se había descrito mediante caracterización fenotípica que en la mosca de la fruta, Drosophila melanogaster, existía una fuente de variabilidad que estaba descrita como «dependiente de la posición» en la estructura cromosómica. Puesto que McClintock observaba también en maíz este fenómeno, hipotetizó en este artículo que la generación de nuevas variantes se debía a la existencia de «unidades de control» o «elementos reguladores»; de acuerdo a esta hipótesis, éstos eran fragmentos de ADN distintos de los genes que eran capaces de modular la expresión de los genes.
- McClintock, Barbara (1953) «Induction of instability at selected loci in maize». Genetics 38:579–99.

En este artículo McClintock continúa con su trabajo de cartografía genética y análisis del ligamiento, explicando la naturaleza de las alteraciones cromosómicas que conducían a la aparición de fenotipos variegados de acuerdo a su hipótesis de los elementos reguladores. A fin de demostrar a sus colegas escépticos que su modelo era correcto, describe la metodología necesaria para detectar la acción de Ac/Ds en los cromosomas 3 y 5 de maíz.
- McClintock, Barbara (1961) «Some parallels between gene control systems in maize and in bacteria». American Naturalist 95:265–77.

La publicación en 1959 de otro sistema de regulación génica en bacterias, el operón lac por parte de Francois Jacob y Jacques Monod, constituyó una validación de la hipótesis de McClintock. Este artículo compara ambos sistemas, semejantes y existentes en organismos filogenéticamente muy alejados.
- McClintock, Barbara., Kato, T. A. & Blumenschein, A. (1981) «Chromosome constitution of races of maize. Its significance in the interpretation of relationships between races and varieties in the Americas». Colegio de Postgraduados, Chapingo, México.

El muestreo y estudio de variedades americanas de maíz, que el equipo de McClintock efectuó durante más de dos décadas, fue publicado como un libro en el que el abordaje científico era marcadamente multidisciplinar. Puesto que el maíz es además de organismo modelo un cultivo de gran relevancia en la alimentación, su equipo planteó la diversidad del maíz desde el aspecto citológico pero también etnobotánico, paleobotánico y evolutivo.

## Breve cronología
Breve cronología de McClintock:
- 1902: Nace Eleanor McClintock en Hartford, Connecticut; a los cuatro meses, cambia su nombre por el de Barbara.
- 1908: Su familia se muda a Brooklyn, Nueva York.
- 1919: Se gradúa en la Erasmus Hall High School de Brooklyn, donde cursó la educación secundaria. Decide estudiar en Cornell.[1]
- 1919-25: Obtiene los títulos de BSc (1923) y MSc (1925) de Botánica en su alma mater, la Universidad Cornell.
- 1927: Obtiene el PhD (doctorado) en Botánica en la misma Universidad.
- 1927-31: Cargo de investigador e instructor en genética de maíz, Universidad Cornell.
- 1931: Publica, con H. Creighton como coautor, un artículo sobre los entrecruzamientos en maíz.
- 1931: Publica los estudios de transmisión genética.
- 1931: Beca del National Research Council; investiga en Cornell, la Universidad de Misuri en Columbia y el Instituto de Tecnología de California.
- 1933-34: Beca de la Fundación Guggenheim; investiga en el Instituto Kaiser Wilhelm de Berlín, y el Instituto de Botánica, de Freiburg, Alemania.
- 1934-36: Plaza de investigadora en la Universidad Cornell.
- 1936-40: Plaza de profesor asociado de Genética, Universidad de Misuri en Columbia.
- 1941-67: Plaza de investigador en Genética, Institución Carnegie del Laboratorio Cold Spring Harbor de Long Island, Nueva York.
- 1944: Miembro de la Academia Nacional de Ciencias de Estados Unidos.
- 1945: Presidente de la Sociedad de Genética de América.
- 1951: Controvertida charla en el Simposio de Cold Spring Harbor sobre los elementos reguladores en maíz.
- 1957-66: Inicio del estudio de las razas de maíz en Sudamérica; viajes de muestreo.
- 1967: Premio de la Institución Carnegie por su servicio distinguido; esta membresía se mantiene hasta el año de su muerte.
- 1971: Medalla Nacional de la Ciencia otorgada por Richard Nixon.
- 1981: Beca de la Fundación MacArthur: primera becaria y con prerrogativas vitalicias.
- 1981: Premio de Albert y Mary Lasker.
- 1983: Premio Nobel en Medicina o Fisiología.
- 1992: Fallece en Huntington, Nueva York.

## Citas
1. 1 2 3 4 5  Reynolds, M.D. (2004), American women scientists: 23 inspiring biographies, 1900-2000, McFarland.
2. ↑  «Mujeres que fueron pioneras en ciencia». Archivado desde el original el 6 de agosto de 2013. Consultado el 17 de junio de 2013.
3. 1 2  Cold Spring Harbor Laboratory. «Barbara McClintock: Biography» (en inglés). Consultado el 16 de enero de 2010.
4. 1 2  McClintock, Barbara. A short biographical note: Barbara McClintock (1983) Nobel Foundation biography
5. 1 2  Keller, E.F. and McClintock, B. (1983), A Feeling for the Organism, Freeman San Francisco.
6. ↑  Boyer, David. "Neighborhood Report: Flatbush; Grads Hail Erasmus as It Enters a Fourth Century", The New York Times, 11 de marzo, 2001. Accedido el 1 de diciembre de 2007.
7. 1 2  Gardner, A.L. (1997). “Barbara McClintock, Geneticist, 1902-1992,” en Matyas, M.L. & Haley-Oliphant, A.E. (Editors). (1997). Women Life Scientists: Past, Present, and Future – Connecting Role Models to the Classroom Curriculum. Bethesda, MD: American Physiological Society, p. 307-324.
8. ↑  Kass, L. B. and W. B. Provine. 1997. "Genetics in the roaring 20s: The influence of Cornell's professors and curriculum on Barbara McClintock's development as a cytogeneticist". American Journal of Botany Abstracts. 84 (6, Supplement): 123.
9. ↑   Kass, L. B., 2000. Barbara McClintock, Botanist, cytologist, geneticist. American Journal of Botany 87(6): 64. Symposium website, Symposium Botany in the Age of Mendel, Abstract #193.
10. 1 2 3 4 5  Kass, L.B. (2003), «Records and recollections: a new look at Barbara McClintock, Nobel-Prize-winning geneticist», Genetics (Genetics Soc America) 164 (4): 1251.
11. ↑  Kass Lee, B. 2007b. "Barbara McClintock (1902-1992), en la serie «Women Pioneers in Plant Biology» de la American Society of Plant Biologists. Marzo de 2007: American Society of Plant Biologists Archivado el 3 de diciembre de 2003 en Wayback Machine..
12. ↑  Kass, L. (2005), «PLANT SCIENCE BULLETIN», Plant Science Bulletin 51 (4): 118-125, archivado desde el original el 27 de noviembre de 2015.
13. ↑  Kass Lee, B. 2007. "Harriet B. Creighton (1909-2004), on Women Pioneers in Plant Biology". American Society of Plant Biologists website, edited by Ann Hirsch. Published online, February 2007: American Society of Plant Biologists Archivado el 3 de diciembre de 2003 en Wayback Machine..
14. ↑  Kass, L.B. and Bonneuil, C. (2004), «Mapping and seeing: Barbara McClintock and the linking of genetics and cytology in maize genetics, 1928-1935», Classic Genetic Research and Its Legacy: The Mapping Cultures of 20th Century Genetics: 91-118.
15. ↑  Kass, L.B. and Bonneuil, C. and Coe Jr, E.H. (2005), «Cornfests, cornfabs and cooperation: the origins and beginnings of the Maize Genetics Cooperation News Letter», Genetics (Genetics Society of America) 169 (4): 1787.
16. ↑  Kass, Lee B. and Christophe Bonneuil. 2004. "Mapping and seeing: Barbara McClintock and the linking of genetics and cytology in maize genetics, 1928-1935". Chapt 5, pp. 91-118, in Hans-Jörg Rheinberger and Jean-Paul Gaudilliere (eds.), Classical Genetic Research and its Legacy: The Mapping Cultures of 20th Century Genetics. London: Routledge.
17. ↑  Rhoades, M.M. (1980), The Golden Age of Corn Genetics at Cornell as seen though the eyes of M.M. Rhoades.
18. 1 2  Creighton, H.B. and McClintock, B. (1931), «A correlation of cytological and genetical crossing-over in Zea mays», Proceedings of the National Academy of Sciences of the United States of America (National Acad Sciences) 17 (8): 492-497.
19. 1 2  McClintock, B. (1931), «The Order of the Genes C, Sh and Wx in Zea Mays with Reference to a Cytologically Known Point in the Chromosome», {Proceedings of the National Academy of Sciences of the United States of America (National Academy of Sciences) 17 (8): 485.
20. ↑  Coe, E. and Kass, L.B. (2005), «Proof of physical exchange of genes on the chromosomes», Proceedings of the National Academy of Sciences of the United States of America (National Acad Sciences) 102 (19): 6641.
21. ↑  McClintock, B. (1933), «The association of non-homologous parts of chromosomes in the mid-prophase of meiosis in Zea mays», Cell and Tissue Research (Springer) 19 (2): 191-237.
22. ↑  McClintock, Barbara (1938): The production of homozygous deficient tissues with mutant characteristics by means of the aberrant mitotic behavior of ring-shaped chromosomes.Genetics 23: 315376.
23. ↑  Kass, L.B. (2005), «Missouri compromise: tenure or freedom? New evidence clarifies why Barbara McClintock left academe», Maize Genetics Cooperation Newsletter 79: 52.
24. 1 2  McClintock, B. (1941), «The stability of broken ends of chromosomes in Zea mays», Genetics (Genetics Soc America) 26 (2): 234-282.
25. ↑  Gisselsson, D. and Pettersson, L. and Höglund, M. and Heidenblad, M. and Gorunova, L. and Wiegant, J. and Mertens, F. and Dal Cin, P. and Mitelman, F. and Mandahl, N. (2000), «Chromosomal breakage-fusion-bridge events cause genetic intratumor heterogeneity», Proceedings of the National Academy of Sciences ({National Acad Sciences) 97 (10): 5357.
26. ↑  Marine Biological Laboratory. «Women of Science: Barbara McClintock» (en inglés). Archivado desde el original el 7 de abril de 2010. Consultado el 15 de enero de 2010.
27. ↑  B. McClintock. «Carta de McClintock a Charles R. Burnham fechada el 16 de septiembre de 1949.» (en inglés).
28. ↑  Kass, Lee B. 2005. "Missouri compromise: tenure or freedom. New evidence clarifies why Barbara McClintock left Academe". Maize Genetics Cooperation Newsletter 79: 52-71.
29. ↑  Comfort, Nathaniel C. (2002) "Barbara McClintock's long postdoc years". Science 295:440.
30. 1 2  McClintock, B. (1945), «Neurospora. I. Preliminary observations of the chromosomes of Neurospora crassa», American Journal of Botany (Botanical Society of America) 32 (10): 671-678.
31. 1 2  McClintock, B. (1950), «The origin and behavior of mutable loci in maize», Proceedings of the National Academy of Sciences of the United States of America (National Academy of Sciences) 36 (6): 344.
32. ↑  McClintock, B. (1992), «Chromosome organization and genic expression», The Dynamic Genome: Barbara McClintock's Ideas in the Century of Genetics (Cold Spring Harbor Laboratory.): 73.
33. ↑  McClintock, Barbara. "Introduction" in The discovery and characterization of transposable elements: the collected papers of Barbara McClintock.
34. 1 2  McClintock,
B. (1953), «Induction of instability at selected loci in maize», Genetics (Genetics Soc America) 38 (6): 579-599.
35. 1 2 3  Comfort, N.C. (1999), «The Real Point is Control: The Reception of Barbara McClintock's Controlling Elements», Journal of the History of Biology (Springer) 32 (1): 133-162.
36. 1 2  McClintock, B. and Yamakake, K. and Angel, T. and Blumenschein, A. (1981), Chromosome constitution of races of maize: its significance in the interpretation of relationships between races and varieties in the Americas, Colegio de Postgraduados, Chapingo, México.
37. 1 2 3 4 5 6  U.S. National Library of Medicine. «NIH scientifical profiles; B. McClintock» (en inglés). Consultado el 15 de enero de 2010. «Over the many years, I truly enjoyed not being required to defend my interpretations. I could just work with the greatest of pleasure. I never felt the need nor the desire to defend my views. If I turned out to be wrong, I just forgot that I ever held such a view. It didn't matter.»
38. ↑  Barbara McClintock (1973). «Carta de Barbara McClintock a J. R. S. Fincham» (en inglés). Consultado el 16 de enero de 2010. «Over the years I have found that it is difficult if not impossible to bring to consciousness of another person the nature of his tacit assumptions when, by some special experiences, I have been made aware of them. This became painfully evident to me in my attempts during the 1950s to convince geneticists that the action of genes had to be and was controlled. It is now equally painful to recognize the fixity of assumptions that many persons hold on the nature of controlling elements in maize and the manners of their operation. One must await the right time for conceptual change.»
39. 1 2  Pardee, A.B. and Jacob, F. and Monod, J. (1959), «The genetic control and cytoplasmic expression of proteins», Journal of Molecular Biology (Elsevier) 1 (2): 165-178.
40. ↑  Walbot, V. (2000), «Saturation mutagenesis using maize transposons», Current opinion in plant biology (Elsevier) 3 (2): 103-107.
41. ↑  McElroy, D. and Louwerse, J.D. and McElroy, S.M. and Lemaux, P.G. (1997), «Development of a simple transient assay for Ac/Ds activity in cells of intact barley tissue», The Plant Journal 11 (1): 157-165.
42. ↑  Ito, T. and Seki, M. and Hayashida, N. and Shibata, D. and Shinozaki, K. (1999), «Regional insertional mutagenesis of genes on Arabidopsis thaliana chromosome V using the Ac/Ds transposon in combination with a cDNA scanning method», Plant Journal 17 (4): 433-444.
43. ↑  McClintock, B. (1987,), The discovery and characterization of transposable elements: the collected papers of Barbara McClintock, Garland New York.
44. ↑  ISI Web of Knowledge. «McClintock's citation report» (en inglés). Consultado el 15 de enero de 2010.
45. ↑  Kolata, Gina (4 de septiembre de 1992). «Dr. Barbara McClintock, 90, Gene Research Pioneer, Dies» (en inglés). The New York Times. Consultado el 6 de febrero de 2010.
46. ↑  Comfort, Nathaniel C. (junio de 2001). The Tangled Field: Barbara McClintock's search for the patterns of genetic control. Cambridge, MA: Harvard University Press. ISBN 0-674-00456-6.
47. ↑  Pasachoff, Naomi. 2006. Barbara McClintock, Genius of Genetics. Enslow Publishers, Inc.
48. ↑  «Callejero de Berlín» (en alemán). Consultado el 15 de enero de 2010.
49. ↑  McClintock, B. (1929), «A cytological and genetical study of triploid maize», Genetics (Genetics Soc America) 14 (2): 180-222.
50. ↑  Lewis, EB (1950), «The phenomenon of position effect.», Advances in genetics 3: 73.
51. ↑  McClintock, B. (1961), «Some parallels between gene control systems in maize and in bacteria», The American Naturalist (The American Society of Naturalists; The University of Chicago Press) 95 (884): 265-277.

| Predecesor: Sune Karl Bergström Bengt Samuelsson John R. Vane | Premio Nobel de Fisiología o Medicina 1983 | Sucesor: Niels K. Jerne Georges J.F. Köhler César Milsteinn |